# Джонстон, Арчибальд
Арчибальд Джонстон (англ. Archibald Johnston; 1611—1663), лорд Уорристон — шотландский государственный деятель, выдающийся юрист, один из авторов Национального ковенанта, позднее — лидер ультра-протестантского крыла в ковенантском движении.

## Восстание в Шотландии и Ковенант
Арчибальд Джонстон происходил из семьи эдинбургского предпринимателя, получил образование в Университете Глазго и в 1633 году был принят в шотландскую палату адвокатов. С самого начала восстания 1637 г. в Шотландии против введения королём Карлом I в пресвитерианское богослужение англиканской литургии, Джонстон присоединился к восставшим и принял активное участие в работе над различными протестами и ремонстрациями королю. В начале 1638 года вместе с Александром Хендерсоном Джонстон стал автором Национального ковенанта — манифеста шотландского национального движения в защиту пресвитерианской веры. Благодаря Джонстону Ковенант стал не только призывом к религиозным чувствам народа, но и важнейшим конституционным актом, впервые в шотландской истории установившем принципы верховенства парламента в законодательной сфере и неприкосновенности частной собственности.
В конце 1638 года Джонстон выступил с довольно радикальной идеей полной ликвидации епископальной системы в пресвитерианской церкви, которую он считал «прабабушкой всех злоупотреблений, узурпаций, болезней и бед церкви». Получив доступ к архивам шотландского парламента и генеральной ассамблеи, Джонстон смог подкрепить свою точку зрения решениями высших органов государственной и церковной власти и провести акт о ликвидации епископата через генеральную ассамблею шотландской церкви, что повлекло за собой войну шотландцев с королём.

## Переговоры с Англией
По свидетельству современников Джонстон отличался буйным нравом и бескомпромиссностью в отстаивании идеалов ковенантского движения. Будучи назначенным одним из представителей Шотландии на переговорах с Карлом I о заключении Берикского перемирия, он вызвал такое раздражение Карла I своими требованиями, что король потребовал замены Джонстона на более спокойного переговорщика. Тем не менее позднее Джонстон опять вошёл в шотландскую делегацию на мирных переговорах, завершивших Епископские войны 1639—1640 годов. В 1641 году во время визита короля в Шотландию, Арчибальд Джонстон был посвящён в рыцари и получил титул лорда Уорристона. Позднее он стал одним из представителей Шотландии на переговорах с английским парламентом в Вестминстере о введении пресвитерианской религии в Англии. После утверждения в 1643 году «Торжественной лиги и Ковенанта», оформившего англо-шотландский союз в войне против короля Карла I, Джонстон вошёл в состав Комитета Обоих королевств и занимался координацией действий парламентских войск против роялистов.

## Лидер ремонстрантов
После пленения Карла I шотландцами в 1646 году Арчибальд Джонстон получил звание королевского адвоката и продолжил свою работу в шотландском парламенте, выступая резко против любых уступок королю. Заключение в 1648 году рядом шотландских баронов «Ингейджмента» с Карлом I он восприл резко отрицательно и вошёл в состав парламентской партии ремонстрантов, находящейся тогда в оппозиции. В 1649 году ремонстранты во главе с маркизом Аргайлом подняли восстание и, при поддержке армии Оливера Кромвеля, захватили власть в Шотландии. Джонстон стал одним из инициаторов издания парламентом Шотландии акта о запрете занятия публичных должностей сторонниками короля и «ингейджеров».
Казнь Карла I в Лондоне отбросила Джонстона в лагерь противников Кромвеля. Он поддержал коронацию Карла II, сына казнённого короля, в 1650 году Лорд Уорристон представлял радикальное крыло ковенантского движения и с недовольством относился к политике Карла II, направленной на примирение различных политических групп. Как представитель шотландского парламента Джонстон был прикомандирован к армии Александра Лесли и участвовал в битве при Данбаре 3 сентября 1650 года, когда шотландские войска были наголову разбиты Оливером Кромвелем. После этого поражения Арчибальд Джонстон смог добиться смещения Лесли с поста главнокомандующего шотландской армией. Однако, поскольку к власти пришли резолюционисты, сторонники умеренного протестантского правления, лояльно относящиеся к Карлу II, лорд Уорристон был смещён со своих постов и изгнан из столицы.

## Сотрудничество с Кромвелем и казнь
В 1656 году Арчибальд Джонстон примирился с Оливером Кромвелем, установившим к тому времени свою власть в Шотландии, и принял участие в работе кромвелевской администрации. Как один из трёх депутатов от Шотландии, Джонстон вошёл в состав парламента протектората. Затем, последовательно, Джонстон был депутатом парламента Ричарда Кромвеля и, после его отречения, членом государственного совета и комитета общественной безопасности. После Реставрации Стюартов в 1660 году Джонстон был вынужден бежать в Голландию, а затем перебрался в Германию. На родине он был в 1661 году осуждён за сотрудничество с режимом Кромвеля и приговорён к смертной казни. В 1663 году Джонстон был схвачен в Руане и, с согласия французского короля, препровождён в Тауэр. 22 июля 1663 года он был повешен в Эдинбурге.